# Glass Spider
Glass Spider (с англ. — «Хрустальный паук») — концертный фильм британского рок-музыканта Дэвида Боуи. Материал для фильма был скомпонован из восьми шоу, отыгранных в течение первых двух недель ноября 1987 года в Сиднейском развлекательном центре, во время последней части одноимённого турне (состоящего из 86 концертов, в течение которых Боуи посетил Европу, Северную Америку и Новую Зеландию) в поддержку альбома Never Let Me Down. Первоначально фильм был выпущен на VHS в 1988 году, компаниями Шаблон:Не переведеноп3 и Video Collection International в США и Великобритании соответственно. Режиссёром проекта выступил Дэвид Маллет, кинопродюсером — Энтони Итон, за хореографию отвечала Тони Бэзил.
Помимо Боуи в фильме фигурирует его концертный коллектив, в которую входил Питер Фрэмптон, а также труппа танцоров, выступающих на «самых масштабных декорациях в истории [поп-музыки]». Хотя в то время тур получил смешанные отзывы критиков, в ретроспективных рецензиях отмечалось, что шоу Боуи изменило подход к концертным постановкам среди его коллег по сцене (таких как Бритни Спирс, Мадонна и U2). Впоследствии один из музыкальных публицистов назвал дизайн турне Glass Spider Tour одним из «лучших в истории», в свою очередь, другой обозреватель охарактеризовал фильм — лучшей возможностью для фанатов увидеть как Боуи отыгрывает «зрелищное, театрализованное рок-представление».
В июне 1988 года урезанная версия фильма была показана американской телевизионной сетью American Broadcasting Company, в качестве специального телевизионного выпуска. Полная версия фильма была выпущена в 1999 году на DVD и переиздана в 2007 году в виде т. н. «специального издания» (Special Edition), которое добралось до 9-й строчки британского видеочарта.
В 1989 году фильм был номинирован на премию «Грэмми» в категории «Лучшее исполнение в музыкальном видео», но проиграл клипу «Where the Streets Have No Name» группы U2.

## Предыстория
В мае 1987 года стартовало масштабное международное турне Glass Spider Tour, организованное Боуи в поддержку альбома Never Let Me Down (1987). Тур был аншлаговым и коммерчески успешным, но получил сдержанную критику. Это были первые гастроли музыканта со времён Serious Moonlight Tour (1983), Боуи расценивал их как возможность вернуться к более театрализованным постановкам, наподобие шоу турне Diamond Dogs Tour 1974 года. Для участия в шоу были приглашены танцоры, также были включены мультимедийные элементы и дорогой реквизит. Сцена была спроектирована в виде гигантского паука высотой более 60 футов (18,3 м), на тот момент декорации концертной площадки описывали как «самые большие из когда-либо существовавших». Хореографом-постановщиком выступила Тони Бэзил, также на сцене выступал давний друг Боуи — гитарист Питер Фрэмптон. Специально для видео-версии концерта был приглашён Чарли Секстон, спевший в одной из песен.
До начала турне Боуи заявил, что не намерен выпускать концертную запись шоу, тем не менее, несмотря на это, режиссер Дэвид Маллет записал 8 концертов из почти двухнедельной австралийской части гастролей, в последний месяц турне. В примечаниях, на обложке издания отмечается, что большая часть фильма снята в ночь с 7 на 9 ноября 1987 года, но некоторые песни взяты из других шоу, хотя биограф Боуи Николас Пегг утверждал, что бо́льшая часть видеоматериала взята из выступления состоявшегося 6 ноября. Стандартный концерт Glass Spider Tour длился более двух часов и включал около 26 песен, видеорелиз включает менее двух часов материала — около 20 песен. Переиздание Special Edition 2007 года включает CD с полной версией шоу, записанным в Монреале, 30 августа 1987 года, однако хронометраж фильма остаётся таким же. Тур и фильм-концерт были названы в честь трека «Glass Spider» из последнего альбома.

## Выпуск
В 1988 году фильм был выпущен на VHS компаниями MPI Home Video и Video Collection International в США и Великобритании соответственно. В некоторых странах он был выпущен на двух видеокассетах по 10 песен в каждой, пока сборник 1990 года не объединил их в единый релиз. Продолжительность комбинированного VHS составляет примерно 110 минут. В 1999 году был издан «полуофициальный» DVD с концертом, только на территории ряда стран Дальнего Востока.
Отредактированная версия фильма, длительностью один час, была показана по американскому национальному телевидению 3 июня 1988 года — в прайм-тайм корпорацией American Broadcasting Company. Показ фильма происходил накануне американского релиза концерта на VHS. По словам представителя телесети это была «крупнейшая маркетинговая кампания» подобного рода, включающая активную торговую и потребительскую рекламу, обширное освещение релиза в рамках радиосети ABC, и акцию на телеканале MTV, длившуюся в течение месяца. Вице-президент MPI Home Video Питер Блачли отмечал, что бо́льшая продолжительность и «лучшее качество» видеокассеты должны подтолкнуть покупателя к её покупке.
В 2007 году фильм был официально переиздан на DVD. Обычное издание включает диск с записью концерта идентичного VHS-варианту, специальное издание (Special Edition) — также содержит 2 компакт-диска с аудиоверсией ещё одного шоу из этого турне (записанного на Олимпийском стадионе в Монреале 30 августа 1987 года). Первоначально планировалось, что переиздание 2007 года будет включать концертную запись песни «Glass Spider», записанную в Вене 1 июля 1987 года. В 2018 году аудиоверсия концерта была включена в бокс-сет Loving the Alien (1983–1988), а также выпускалась отдельно под названием Glass Spider (Live Montreal ’87), в виде полностью ремастированной версии, годом позже. В статье музыкального портала Pitchfork отмечалось, что, в отличие от оригинала, версия 2018 года претерпела заметное улучшение звука и теперь «не звучит как бутлег».
Особенностями DVD-издания стала поддержка стереозвука и DTS 5.1, шумоподавления Dolby Digital 5.1. Видео было представлено в исходном соотношении сторон 1,33:1. Однако, ошибка в сведении привела к тому, что большую часть концерта гитарист Питер Фрэмптон едва слышен. По мнению биографа Николаса Пегга, хотя качество изображения на DVD лучше, оригинальный VHS или DVD 1999 года остаются приоритетным выбором в плане качества звука.

## Отзывы критиков
| Оценки критиков                    | Оценки критиков |
| Источник                           | Оценка          |
| ---------------------------------- | --------------- |
| AllMovie                           | [ 28 ]          |
| AllMusic                           | [ 27 ]          |
| People                             | B+              |
| PopMatters (переиздание 2007 года) | [ 30 ]          |
| Record Collector                   | [ 31 ]          |

Оригинальный релиз фильма на VHS получил положительные отзывы от ряда изданий, в том числе от: Variety, Houston Post и Toronto Star. По словам публициста из The Chicago Tribune, материал концертного фильма «предлагает [зрителю] все [ключевые компоненты] — волнение, зрелищность и музыку» одного из «самых визуально захватывающих» шоу 1987 года. В обзоре портала AllMusic фильм-концерт был назван «блестящим», отдельно подчёркивалось «потрясающее» исполнение песен, которое зачастую не уступают их студийным аналогам. Некоторые рецензии получились более смешанными, например в обзоре газеты The Boston Globe отмечалось, что «многое [после просмотра] ещё нужно переварить». В свою очередь публицист из Los Angeles Times опубликовавший негативную рецензию на специальный телевизионный выпуск концерта, назвал шоу «удивительно убогим», а сценическую постановку попросту «глупой».
По мнению Колина Джейкобсона, предполагаемая концепция шоу («рок-звёзды против реальности») получилась в фильме размытой. По двум причинам: во-первых, к тому времени, когда происходили съёмки концертов, Боуи уже отказался от некоторых частей шоу, которые раскрывали его суть; и, во-вторых, шесть песен (и как минимум один скетч), которые исполнялись в шоу, в сам фильм не попали. Обозреватель журнала TV Guide счёл, что отредактированный вариант ABC, в котором была показана лишь небольшая часть песен и не в хронологическом порядке, также «уничтожил» весь смысл шоу.
Биограф Боуи Николас Пегг отмечал, что концертный фильм получился «чрезвычайно приятным», несмотря на некоторые огрехи шоу, и если, в будущем, не будут выпущены видеоверсии концертных туров Diamond Dogs Tour (1974) или Sound + Vision Tour (1990), этот релиз «лидирует среди возможностей увидеть, как Дэвид Боуи отыгрывает зрелищное, театрализованное рок-представление».

### Наследие
В 1989 году фильм был номинирован на премию «Грэмми» в категории «Лучшее исполнение в музыкальном видео», но проиграл клипу «Where the Streets Have No Name» группы U2.
Переиздание 2007 года достигло 9-го места в национальном британском видеочарте.

## Список композиций
Все песни были написаны Дэвидом Боуи, за исключением отмеченных. Хотя это не упоминается на обложке, оригинальное издание на VHS содержит те же фрагменты «Intro/Up the Hill Backwards» и объявление музыкантов, что и в DVD-переиздании.
| №   | Название                            | Автор(ы)                                      | Длительность |
| --- | ----------------------------------- | --------------------------------------------- | ------------ |
| 1.  | «Glass Spider»                      |                                               |              |
| 2.  | «Day-In Day-Out»                    |                                               |              |
| 3.  | «Bang Bang»                         | Игги Поп, Иван Крал                           |              |
| 4.  | «Absolute Beginners»                |                                               |              |
| 5.  | «Loving the Alien»                  |                                               |              |
| 6.  | «China Girl»                        | Боуи, Поп                                     |              |
| 7.  | «Rebel Rebel»                       |                                               |              |
| 8.  | «Fashion»                           |                                               |              |
| 9.  | «Never Let Me Down»                 | Боуи, Карлос Аломар                           |              |
| 10. | «„Heroes“»                          | Боуи, Брайан Ино                              |              |
| 11. | «Sons of the Silent Age»            |                                               |              |
| 12. | «Young Americans/Band Introduction» |                                               |              |
| 13. | «The Jean Genie»                    |                                               |              |
| 14. | «Let’s Dance»                       |                                               |              |
| 15. | «Time»                              |                                               |              |
| 16. | «Fame»                              | Боуи, Джон Леннон, Аломар                     |              |
| 17. | «Blue Jean»                         |                                               |              |
| 18. | «I Wanna Be Your Dog»               | Дэвид Александер, Рон Эштон, Скотт Эштон, Поп |              |
| 19. | «White Light/White Heat»            | Лу Рид                                        |              |
| 20. | «Modern Love»                       |                                               |              |

| №   | Название                      | Автор(ы)                                      | Длительность |
| --- | ----------------------------- | --------------------------------------------- | ------------ |
| 1.  | «Intro/Up the Hill Backwards» |                                               |              |
| 2.  | «Glass Spider»                |                                               |              |
| 3.  | «Day-In Day-Out»              |                                               |              |
| 4.  | «Bang Bang»                   | Игги Поп, Иван Крал                           |              |
| 5.  | «Absolute Beginners»          |                                               |              |
| 6.  | «Loving the Alien»            |                                               |              |
| 7.  | «China Girl»                  | Боуи, Поп                                     |              |
| 8.  | «Rebel Rebel»                 |                                               |              |
| 9.  | «Fashion»                     |                                               |              |
| 10. | «Never Let Me Down»           | Боуи, Карлос Аломар                           |              |
| 11. | «„Heroes“»                    | Боуи, Брайан Ино                              |              |
| 12. | «Sons of the Silent Age»      |                                               |              |
| 13. | «Band Introduction»           |                                               |              |
| 14. | «Young Americans»             |                                               |              |
| 15. | «The Jean Genie»              |                                               |              |
| 16. | «Let's Dance»                 |                                               |              |
| 17. | «Time»                        |                                               |              |
| 18. | «Fame»                        | Боуи, Джон Леннон, Аломар                     |              |
| 19. | «Blue Jean»                   |                                               |              |
| 20. | «I Wanna Be Your Dog»         | Дэвид Александер, Рон Эштон, Скотт Эштон, Поп |              |
| 21. | «White Light/White Heat»      | Лу Рид                                        |              |
| 22. | «Modern Love»                 |                                               |              |

### Компакт-диск (включён в издание 2007 года, позже выпускался отдельно и в составе бокс-сетаLoving the Alien)
Слова и музыка всех песен — написаны Дэвидом Боуи, за исключением отмеченных.
| №   | Название                            | Автор(ы)            | Длительность |
| --- | ----------------------------------- | ------------------- | ------------ |
| 1.  | «Up the Hill Backwards»             |                     | 3:51         |
| 2.  | «Glass Spider»                      |                     | 5:55         |
| 3.  | «Day-In Day-Out»                    |                     | 4:34         |
| 4.  | «Bang Bang»                         | Игги Поп, Иван Крал | 4:02         |
| 5.  | «Absolute Beginners»                |                     | 7:08         |
| 6.  | «Loving the Alien»                  |                     | 7:14         |
| 7.  | «China Girl»                        | Боуи, Поп           | 4:55         |
| 8.  | «Rebel Rebel»                       |                     | 3:30         |
| 9.  | «Fashion»                           |                     | 5:04         |
| 10. | «Scary Monsters (And Super Creeps)» |                     | 4:52         |
| 11. | «All the Madmen»                    |                     | 6:39         |
| 12. | «Never Let Me Down»                 | Боуи, Карлос Аломар | 3:56         |

| №   | Название                            | Автор(ы)                  | Длительность |
| --- | ----------------------------------- | ------------------------- | ------------ |
| 1.  | «Big Brother»                       |                           | 4:47         |
| 2.  | «’87 And Cry»                       |                           | 4:07         |
| 3.  | «„Heroes“»                          | Боуи, Брайан Ино          | 5:10         |
| 4.  | «Sons of the Silent Age»            |                           | 3:10         |
| 5.  | «Time Will Crawl/Band Introduction» |                           | 5:23         |
| 6.  | «Young Americans»                   |                           | 5:06         |
| 7.  | «Beat of Your Drum»                 |                           | 4:37         |
| 8.  | «The Jean Genie»                    |                           | 5:23         |
| 9.  | «Let’s Dance»                       |                           | 5:01         |
| 10. | «Fame»                              | Боуи, Джон Леннон, Аломар | 7:05         |
| 11. | «Time»                              |                           | 5:11         |
| 12. | «Blue Jean»                         |                           | 3:26         |
| 13. | «Modern Love»                       |                           | 4:53         |

## Участники записи
Данные взяты из сопроводительного текста Glass Spider.
Музыканты
- Дэвид Боуи — ведущий вокал, гитара
- Карлос Аломар — гитара, бэк-вокал
- Алан Чайлдс — ударные
- Ричард Коттл — клавишные, саксофон, тамбурин, бэк-вокал
- Питер Фрэмптон — гитара, вокал
- Эрдал Кызылчай — клавишные, труба, конги, скрипка, бэк-вокал
- Кармин Рохас — бас-гитара
- Чарли Секстон[англ.] — гитара, бэк-вокал

### Танцовщики
- Мелисса Хёрли
- Виктор Маноэль[англ.]
- Констанс Мари
- Стивен Николс
- Крейг Аллен Ротвелл («Spazz Attack»)

### Технический персонал
- Дэвид Маллет[англ.] — режиссёр
- Энтони Итон[англ.] — кинопродюсер
- Тони Бэзил — хореограф
- Дэвид Ричардс — сведение звука[англ.]
- Марк Равитц — сценография
- Аллен Брэнтон — мастер по свету